# Vaccinium stenophyllum
Vaccinium stenophyllum är en ljungväxtart som beskrevs av Ernst Gottlieb von Steudel. Vaccinium stenophyllum ingår i Blåbärssläktet, och familjen ljungväxter. Inga underarter finns listade i Catalogue of Life.